# Вариообектив
При оптичния вариообектив отдалечените обекти се увеличават посредством приплъзването на лещите в обектива.
Цифровото варио увеличава изображението чрез дигитално увеличаване на централна част от кадъра, което води до голяма загуба на качество. Дигиталното изображение просто отрязва част от кадъра вместо да го увеличава.